# Andrea Hansert

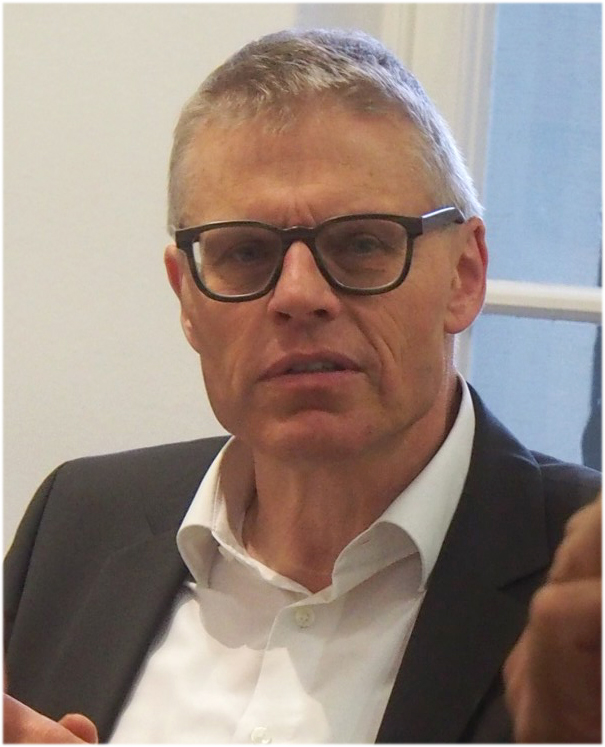
Andrea Hansert

Andrea C. Hansert (* 1958 als Andreas Hansert in Offenburg) ist eine deutsche Soziologin, Historikerin, Autorin und Ausstellungskuratorin.

## Leben und Werk
Hansert studierte Soziologie an der Universität Frankfurt am Main und wurde 1990 mit einem Thema über die Geschichte des bürgerlichen Mäzenatentums vom 18. Jahrhundert bis in die Gegenwart bei Ulrich Oevermann promoviert. 1987 wurde ihr für diese Arbeit der Johann-Philipp-von-Bethmann-Studienpreis der Frankfurter Historischen Kommission verliehen.
Hansert forscht und publiziert zu Fragen aktueller gesellschaftlicher Entwicklungen sowie zu historischen und kulturgeschichtlichen Themen. Ein Schwergewicht legt sie auf die Untersuchung des bürgerschaftlichen Engagements im kulturellen Bereich. Über ihre Fachgebiete hat sie zahlreiche Schriften und Beiträge veröffentlicht. Im Jahr 2009 erschien die umfangreiche Biografie des Frankfurter Industriellen und Mäzens Georg Hartmann, in der die wichtige Rolle Hartmann im Zusammenhang mit dem Werk Max Beckmanns hervorgehoben wird, insbesondere auch die im Auftrag Hartmanns von Beckmann geschaffenen Buchillustrationen zur „Apokalypse“ des Johannes sowie zu Goethes „Faust“. Ausstellungen kuratierte Hansert unter anderem im Historischen Museum in Frankfurt am Main.
Von 2014 bis 2018 war sie mit Recherchen zur NS-Geschichte der Hochschule für Gestaltung Offenbach am Main beauftragt, die in ein Forschungsprojekt zur Geschichte ihrer Vorgängerinstitute während der NS-Zeit (damals Technische Hochschule, dann Meisterschule des Deutschen Handwerks) mündende. Hansert ist Mitarbeiterin des Frankfurter Personenlexikons.
Andrea Hansert wurde männlich geboren und lebt seit 2020 als Frau. Daher sind die meisten Publikationen unter ihrem bisherigen Namen (Andreas Hansert) erschienen.

## Schriften
- Bürgerkultur und Kulturpolitik in Frankfurt am Main. Eine historisch-soziologische Rekonstruktion.  Mit einer Einführung von Ulrich Oevermann, Kramer, Frankfurt am Main, 1992, ISBN 978-3-7829-0426-1 (Dissertation).
- Geschichte des Städelschen Museums-Vereins, hg. v. Vorstand des Städelschen Museums-Vereins, Frankfurt 1994 (mit Nachträgen zu den Neuerwerbungen 1999 und 2004) Umschau, Frankfurt am Main, ISBN 978-3-524-67070-6.
- Karl Walter Schmidt. Bilder aus der Kasseler Zeit 1926–1932, Imhof, Petersberg 2003 (Ausstellungskatalog des Stadtmuseums Kassel).
- Asta Nielsen und die Filmstadt Babelsberg. Das Engagement Carl Schleussners in der Deutschen Filmindustrie, Imhof, Petersberg 2007, ISBN 978-3-86568-232-1.
- Georg Hartmann (1870-1954). Biografie eines Frankfurter Schriftgießers, Bibliophilen und Kunstmäzens, Böhlau, Wien, Köln, Weimar 2009, ISBN 978-3-205-78322-0
- Könige und Kaiser in Deutschland und Österreich (800 bis 1918), Imhof, Petersberg 2006, 2. Auflage 2010, 3. Auflage 2013, ISBN 978-3-86568-150-8.
- Geburtsaristokratie in Frankfurt am Main. Geschichte des reichsstädtischen Patriziats, Böhlau, Wien, Köln, Weimar 2014, ISBN 978-3-205-79486-8.
- Offenbach am Main. Kultur im Sog des Nationalsozialismus. Kunstgewerbeschule, Deutsches Ledermuseum, Schriftgiesserei Klingspor. Böhlau Verlag, Wien 2019, ISBN 978-3-205-20896-9.
- Das Haus der Gestapo: Geschichte der Lindenstraße 27 und der Cronstetten-Stiftung in Frankfurt am Main, Böhlau Verlag, Wien 2021, ISBN 978-3-205-21411-3
- Gattung und Gesellschaft: Zur Stellung des Individuums in einem unentrinnbaren Spannungsfeld, Böhlau Verlag, Wien 2023, ISBN 978-3-205-21411-3